# Bada (Dompu)
Bada is een bestuurslaag in het regentschap Dompu van de provincie West-Nusa Tenggara, Indonesië. Bada telt 5354 inwoners (volkstelling 2010).